# Кийко Марина Вікторівна
Мари́на Ві́кторівна Кийко — українська стрибунка на батутах.

## Спортивні досягнення
Брала участь у літніх Олімпійських іграх 2012 року.
- вереснем 2012 року у парі з Наталією Москвіною здобули золоті нагороди на першості в Лоуле, Португалія,
- квітнем 2014-го у парних стрибках на чемпіонаті Європи з Наталією Москвіною здобули срібні медалі.

У 2019 році на II Європейських іграх виборола срібну нагороду у синхронних стрибках в парі зі Світланою Мальковою.
В лютому 2020 року на Кубку світу FIG зі стрибків на батуті в Баку виборола срібну нагороду у синхронних стрибках в парі зі Світланою Мальковою.

## Державні нагороди
- Орден княгині Ольги III ст. (15 липня 2019) — за досягнення високих спортивних результатів на II Європейських іграх 2019 в Мінську (Республіка Білорусь), виявлені самовідданість та волю до перемоги, піднесення міжнародного авторитету України[4]